# Mauricio Parra
José Mauricio Parra Perdomo (San Cristóbal, Estado Táchira, Venezuela; 6 de febrero de 1990) es un futbolista venezolano. Juega como Mediocampista Defensivo o Media Punta. Ficha del ACD Lara de la Primera División de Venezuela y esta a cesión al Llaneros de Guanare de la Primera División de Venezuela.
Él es buen jugador con las 2 piernas. Comentó a una revista nacional que su sueño es jugar en la liga inglesa o en la mexicana. En el ACD Lara utilizó el Dorsal '10' y su marca deportiva de zapatos favorita es la Nike Mercurial y Total 90.[cita requerida] También aseguró a la revista que su club favorito es el FC Barcelona de España.[cita requerida] Perteneció a la selección nacional para el mundial sub-20 celebrado en Egipto donde jugó pocos minutos.
En su infancia jugaba fútbol en el equipo juvenil de puente real de la región de Táchira dirigido por su padre El Gato Parra en las canchas de Puente Real donde empezó el sueño de esta joven promesa del Táchira. 
En agosto de 2016 fue contratado por el Club peruano Defensor La Bocana de Sechura, Piura, equipo costero del norte del Perú recién ascendido al fútbol profesional.

## Trayectoria
Perteneció a la selección Sub-20 de Venezuela en el Mundial de Egipto 2009.
Campeón en la temporada 2008-2009 con el Deportivo Táchira cuando jugaba de juvenil para este equipo.
Campeón con el Deportivo Táchira en la temporada 2010-2011.

## Clubes
| Clubes             | País      | Temporadas    | Partidos | Goles |
| ------------------ | --------- | ------------- | -------- | ----- |
| Deportivo Táchira  | Venezuela | 2008–2013     | 97       | 5     |
| ACD Lara           | Venezuela | 2013-2014     | 23       | 2     |
| Aragua FC (Cesión) | Venezuela | 2014-2015     | 21       | 2     |
| Ureña Sport Club   | Venezuela | 2016-presente | 20       | 2     |
| Defensor La Bocana | Perú      | 2016          | 10       | 2     |

- Datos: Q6293389